# Collooney
Collooney is een plaats in het Ierse graafschap County Sligo. De plaats telt 619 inwoners. Het heeft een station aan de lijn Dublin - Sligo.